# Gagarine
Gagarine, também conhecido como Gagarin, (bra:Edifício Gagarine) é um filme de drama francês de 2020 dirigido por Fanny Liatard e Jérémy Trouilh, em sua estreia na direção. Ele gira em torno de Cité Gagarine, um projeto habitacional em Ivry-sur-Seine, no sul de Paris, onde o filme foi rodado pouco antes de sua demolição.

## Elenco
- Alséni Bathily - Youri
- Lyna Khoudri - Diana
- Jamil McCraven - Houssam
- Finnegan Oldfield - Dali
- Farida Rahouadj - Fari
- Denis Lavant - Gérard

## Produção
Gagarine é uma expansão do curta de 2015 dos diretores com o mesmo nome, seu primeiro filme. Eles entrevistaram moradores da Cité Gagarine pela primeira vez a pedido de arquitetos que estavam estudando a possível demolição do prédio, o que os inspirou a escrever um filme de ficção ambientado no projeto.

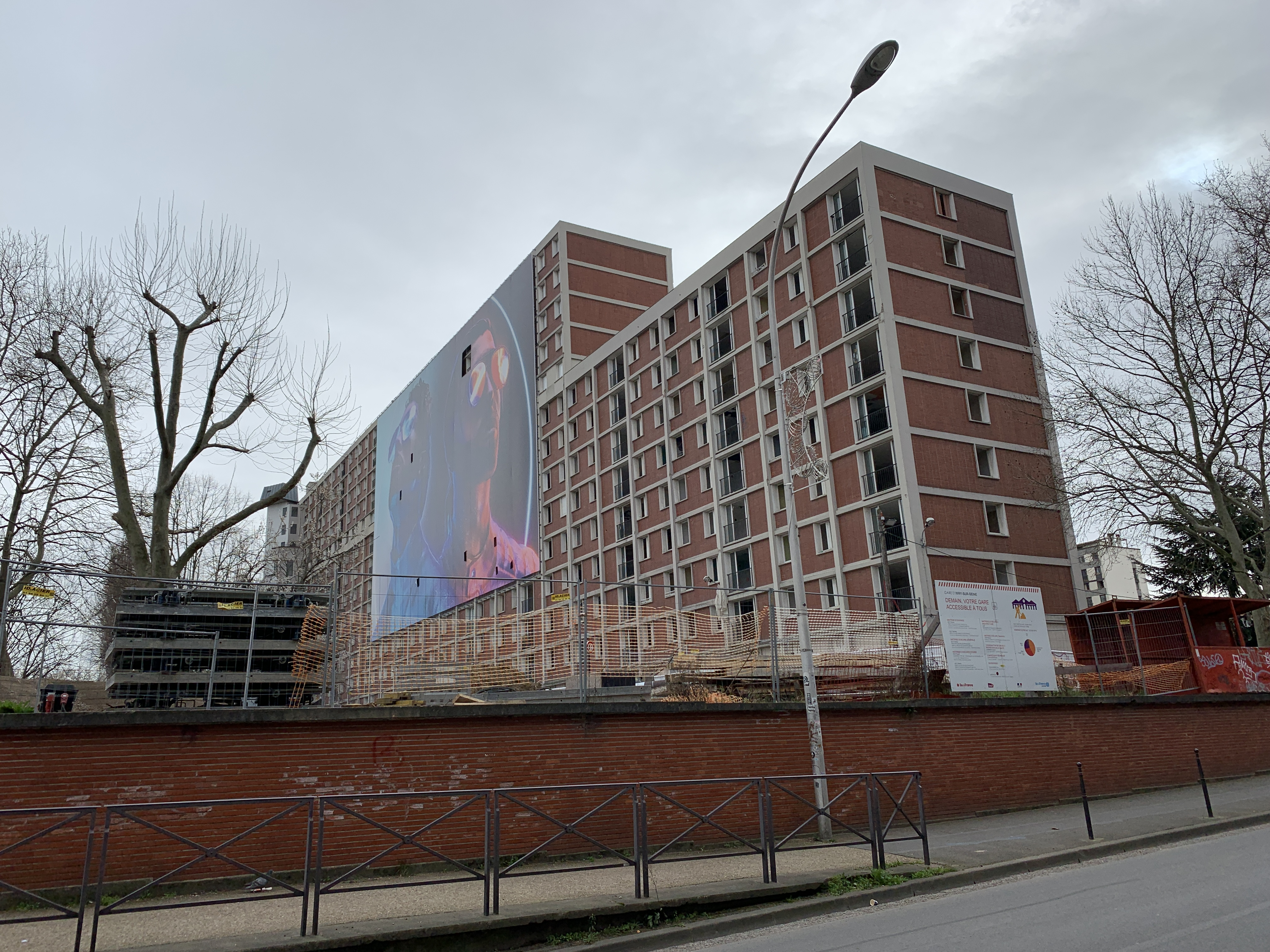
O Edifício Gagarin, em Ivry-sur-Seine

As gravações do filme ocorreram na cidade de Gagarin, em Ivry-sur-Seine, em agosto de 2019.

## Lançamento
Gagarine foi incluído na seção First Features da seleção oficial do Festival de Cannes de 2020, que foi cancelada devido à pandemia de COVID-19. Foi exibido para a imprensa e a indústria em uma edição online do Cannes no Marché du Film em junho de 2020. Posteriormente, foi exibido no Festival de Cinema de Zurique em setembro de 2020.
No Brasil, foi exibido pela Vitrine Filmes no Festival Varilux de Cinema Francês 2020. No ano seguinte, foi exibido na edição especial do Festival do Rio que foi apresentada na plataforma de streaming do Telecine e no Telecine Cult da Rede Telecine. Sua temporada de lançamentos nos cinemas do país foi iniciada em 26 de agosto de 2021.
Em Portugal, foi exibido no festival Festa de Cinema Francês em outubro de 2021.

## Recepção
No AlloCiné, o filme tem uma nota de 4,2 de 5.
Em sua crítica para o Screen Daily, Jonathan Romney avaliou o filme como uma "estreia de longa-metragem audaciosa". No IndieWire, Eric Kohn disse que "o filme assume um tom sofisticado entre a fantasia e o suspense em tempo real. É o suficiente para mitigar os efeitos do romance cafona entre seus personagens principais e uma falta de clareza na história de Yuri que deixa alguma incerteza sobre a natureza de suas ambições. No final, essas deficiências importam menos do que a maneira como 'Gagarine' consegue importar uma dinâmica de amadurecimento em um meio rico e historicamente significativo, que lamenta o fim de um capítulo na história do país, embora encontre alguma medida de esperança em uma nova geração."

## Curiosidades sobreEdifício Gagarine

### 1. O filme nasceu a partir de um curta de 2015
Os diretores Fanny Liatard e Jérémy Trouilh começaram sua carreira com um curta chamado Gagarine em 2015, que lhes deu acesso à comunidade e ao prédio, e acabou servindo de base para o longa-metragem lançado em 2020 Wikipédiaeyeforfilm.co.uk.

### 2. A gravação aconteceu pouco antes da demolição real
As filmagens ocorreram no Cité Gagarine real, em Ivry-sur-Seine, nos arredores de Paris, logo antes de sua demolição em 2019 WikipédiaAmerican Planning AssociationThe Guardian. O local foi usado integralmente como cenário — e "estuário" — até o fim, o que só intensifica a força emocional da narrativa.

### 3. A missão de Youri: transformar o edifício em uma nave espacial feita de materiais reciclados[16]
O protagonista, Youri, tenta converter o prédio prestes a ser demolido em uma estação espacial — usando objetos deixados pelos moradores, móveis abandonados e até materiais de construção dos trabalhadores da demolição American Planning Associationthefilmstage.comeyeforfilm.co.uk.

### 4. Os diretores buscaram uma conexão emocional com a comunidade local[18]
Liatard e Trouilh passaram tempo com os moradores, realizaram workshops e construíram confiança com os jovens antes das filmagens —
Uma curiosidade bem marcante sobre o filme “Edifício Gagarine” é que ele foi filmado no próprio conjunto habitacional Cité Gagarine, em Ivry-sur-Seine, poucos meses antes de sua demolição real em 2019.

Os diretores Fanny Liatard e Jérémy Trouilh aproveitaram o cenário original e a história do local para criar a atmosfera do filme, inclusive envolvendo ex-moradores e jovens da comunidade nas gravações.